# Mark Dempsey
Mark James Dempsey (Manchester, 14 gennaio 1964) è un allenatore di calcio ed ex calciatore inglese, di ruolo centrocampista.

## Carriera

### Giocatore

#### Club
Dempsey ha iniziato la carriera con la maglia del Manchester United, per poi passare allo Swindon Town con la formula del prestito. È successivamente tornato ai Red Devils, prima di trasferirsi a titolo definitivo allo Sheffield United. Con questa maglia, ha totalizzato 63 presenze e 8 reti nella Second Division. Ha poi giocato in prestito al Chesterfield. In seguito ha vestito la casacca del Rotherham United e del Macclesfield Town.

### Allenatore
Dal 2006 al 2008, ha fatto parte dello staff tecnico delle giovanili del Manchester United. A febbraio 2009 è entrato nello staff tecnico dei norvegesi del Tromsø. Nel 2011, con l'approdo di Ole Gunnar Solskjær al Molde come nuovo allenatore, ha ricoperto il ruolo di suo assistente. Assieme, hanno vinto due campionati (2011 e 2012) e un Norgesmesterskapet (2013).
A gennaio 2014, quando Solskjær è diventato allenatore del Cardiff City in Premier League, Dempsey lo ha seguito con il ruolo di assistente. A fine stagione, il Cardiff City è retrocesso in Championship, ma Solskjær e Dempsey sono rimasti comunque in carica fino all'inizio della stagione successiva, venendo poi allontanati in data 18 settembre 2014.
Il 7 novembre 2014, l'Haugesund ha comunicato d'aver ingaggiato Dempsey, che sarebbe così entrato nello staff tecnico di Jostein Grindhaug. Il 22 settembre 2015, l'Haugesund ha reso noto che Dempsey sarebbe diventato il nuovo allenatore della squadra per tre stagioni, a partire dal 1º gennaio 2016, a seguito dell'abbandono della guida tecnica da parte di Grindhaug. Il 14 luglio 2016 ha rassegnato le proprie dimissioni da allenatore dell'Haugesund.
Poche settimane più tardi è stato nominato allenatore di un altro club scandinavo, il Djurgården, con un breve contratto fino al termine della stagione. La squadra, guidata fino a quel momento da Per Olsson, all'arrivo di Dempsey versava al terzultimo posto dell'Allsvenskan 2016. La squadra si è salvata, ma Dempsey ha annunciato di non aver accettato l'offerta di rinnovo.
Il 29 dicembre 2016, il Molde ha annunciato il ritorno di Dempsey al club, in veste di allenatore, assieme ad Erling Moe: l'inglese ha firmato un contratto valido per i successivi due anni e mezzo, mentre il vecchio allenatore Ole Gunnar Solskjær è entrato nell'organigramma societario con un ruolo manageriale.
Il 1º dicembre 2017 è stato nominato nuovo allenatore dello Start, neopromosso in Eliteserien. Il 18 maggio 2018 è stato sollevato dall'incarico, a causa dei cattivi risultati conseguiti in stagione.
L'11 giugno 2018 è stato nominato nuovo tecnico del Kongsvinger, a cui si è legato per due anni e mezzo. Ha lasciato l'incarico il 5 ottobre successivo, causa malattia.

## Palmarès

### Giocatore

#### Competizioni nazionali
- Coppa d'Inghilterra: 1

Manchester United: 1982-1983
- Community Shield: 1

Manchester United: 1983
- Conference League Cup: 1

Macclesfield Town: 1993-1994